# Dwellingup
Dwellingup is een dorp in de regio Peel in West-Australië. Het ligt 97 kilometer ten zuiden van Perth, in de Darling Range ten zuidoosten van Pinjarra. Het is gelegen in een regio gekend voor zijn hout- en fruitteelt. Volgens de volkstelling van 2021 telt Dwellingup 524 inwoners.

## Benaming
Toen in 1909 het Lands Departement ter ore kwam waar de terminus voor de Pinjarra-Marrinup Railway gepland stond, werd de plaats door landmeter W.F. Rudall opgedeeld in kavels voor een toekomstige dorp. Namen voor het dorp die door Rudall werden voorgesteld, waren "Dwellingerup" en "Marrinup" naar nabijgelegen beken, of "McLarty" naar een lokaal parlementslid die zich actief had ingezet voor de spoorlijn.
Landmeter generaal H.F. Johnston verkoos "Dwellingupp" maar was verkeerd ingelicht over de schrijfwijze van de Dwellingerupp Brook. De Minister for Lands besliste in december 1909 de suggestie van de Under Secretary, om de naam in "Dwellingdown" te veranderen, naast zich neer te leggen en keurde de naam "Dwellingup" goed. Uiteindelijk werd in opdracht van de Under Secretary for Lands voor de schrijfwijze "Dwellingupp" gekozen en het dorp werd in februari 1910 als "Dwellingupp" gesticht. De schrijfwijze werd in 1915 gewijzigd in "Dwellingup". Dwellingup is een Aboriginalnaam die "plaats bij het water" of "over en rond de hele plaats hangt er mist, dauw en nevel" zou betekenen.

## Bosbranden
Tijdens de zware bosbranden van 1961, waarin vele kleine gemeenschappen werden vernietigd, brandden in Dwellingup 132 huizen af. Niemand stierf door de brand maar 800 mensen werden dakloos. Het dorp werd heropgebouwd.
In februari 2007 had Dwellingup weer last van bosbranden. 17 huizen werden vernietigd en duizenden hectare private eigendom en bos brandden af. Er vielen weer geen doden.

## Bauxietmijn
Dwellingup ligt nabij de Bauxietmijn van Huntly, de grootste ter wereld, die erts levert aan de aluminiumfabrieken van Pinjarra en Kwinana.

## Bezienswaardigheden

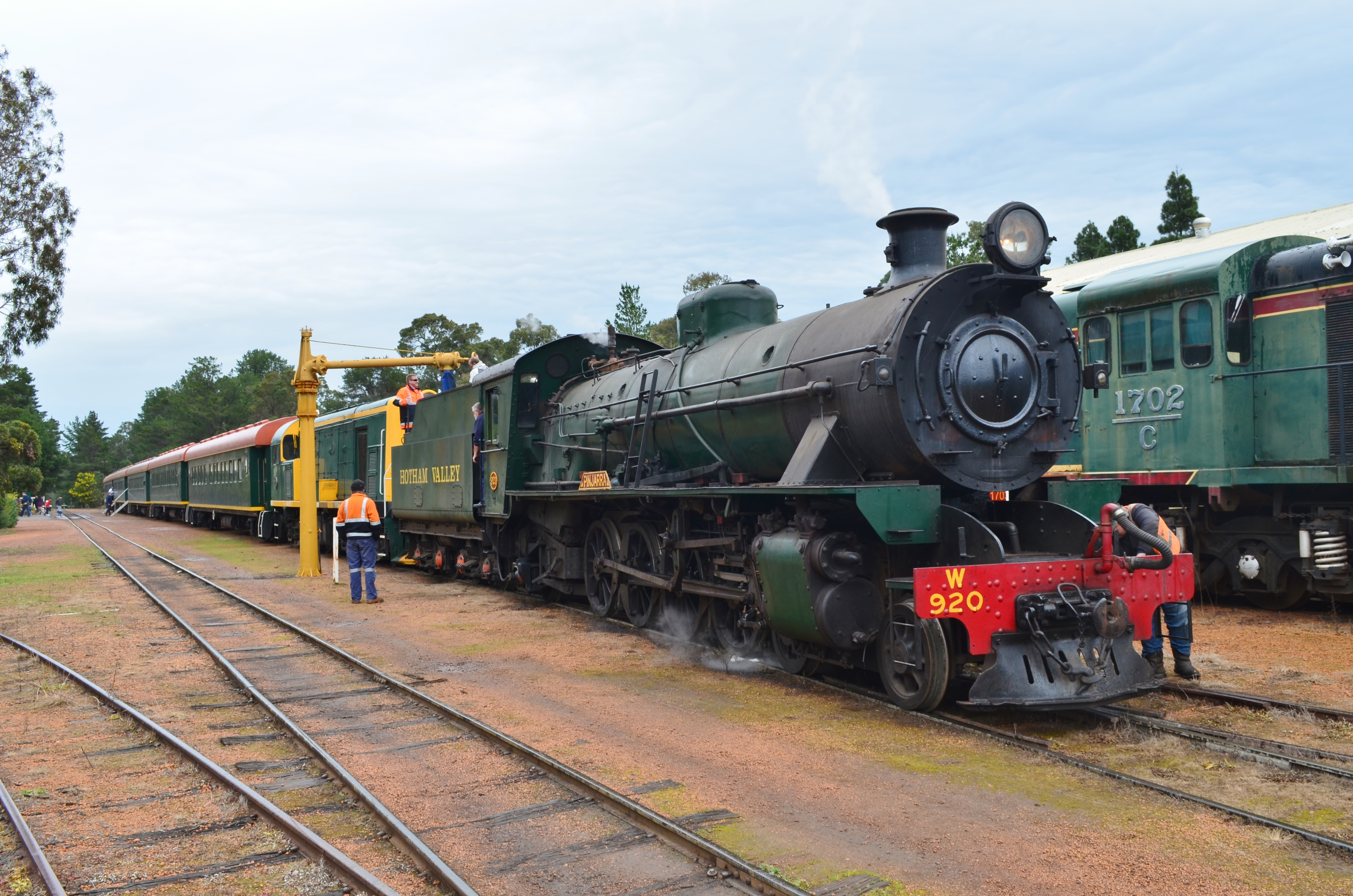
Hotham Valley Railway Dwellingup 2015

Het Nanga Bush Camp, een populair kamp gebruikt door scholen van het derde graad basisonderwijs en het secundaire onderwijs, is gelegen in Dwellingup. Men kan er raften, de nachtelijke fauna aanschouwen, zwemmen en paardrijden.
Een andere grote attractie is de Hotham Valley Railway, een toeristisch-historische spoorlijn. Van mei tot oktober rijdt er een stoomtrein de Dwellingup Forest Ranger Tour tussen Pinjara en Dwellingup.
Het Bibbulmunwandelpad, een langeafstandswandelpad van om en bij 1000 kilometer, loopt door Dwellingup.

## Klimaat
Dwellingup kent een warm mediterraan klimaat, Csa volgens de klimaatclassificatie van Köppen. De gemiddelde jaarlijkse temperatuur bedraagt er 15,6 °C. De gemiddelde jaarlijkse neerslag ligt rond 1.213 mm.
| Maand                                  | jan   | feb   | mrt   | apr   | mei   | jun   | jul   | aug   | sep   | okt   | nov   | dec   | Jaar    |
| -------------------------------------- | ----- | ----- | ----- | ----- | ----- | ----- | ----- | ----- | ----- | ----- | ----- | ----- | ------- |
| Hoogste maximum (°C)                   | 42,9  | 43,5  | 40,6  | 34,7  | 29,0  | 24,3  | 23,1  | 24,7  | 30,4  | 35,6  | 38,0  | 42,0  | 43,5    |
| Gemiddeld maximum (°C)                 | 29,7  | 29,6  | 27,0  | 22,5  | 18,5  | 16,0  | 15,0  | 15,7  | 17,3  | 20,1  | 23,8  | 27,3  | 21,9    |
| Gemiddelde temperatuur (°C)            | 22,0  | 22,1  | 20,0  | 16,4  | 13,1  | 11,3  | 10,3  | 10,6  | 11,9  | 14,1  | 17,2  | 20,0  | 15,7    |
| Gemiddeld minimum (°C)                 | 14,3  | 14,6  | 13,0  | 10,3  | 7,7   | 6,5   | 5,5   | 5,5   | 6,5   | 8,0   | 10,5  | 12,6  | 9,6     |
| Laagste minimum (°C)                   | 6,0   | 5,0   | 3,0   | 0,0   | −3,9  | −3,0  | −3,9  | −2,2  | −1,7  | −0,8  | 0,6   | 0,9   | −3,9    |
|                                        |       |       |       |       |       |       |       |       |       |       |       |       |         |
| Neerslag (mm)                          | 17,1  | 21,7  | 26,4  | 65,5  | 157,7 | 235,8 | 234,8 | 194,0 | 131,5 | 79,0  | 45,7  | 21,2  | 1.230,4 |
| Zonuren (uur/dag)                      | 325,5 | 268,4 | 244,9 | 183,0 | 158,1 | 117,0 | 133,3 | 161,2 | 177,0 | 232,5 | 255,0 | 310,0 | 213,8   |
| Regendagen (dag)                       | 3,4   | 3,4   | 5,0   | 9,6   | 15,8  | 18,8  | 20,9  | 19,2  | 16,2  | 12,2  | 8,1   | 4,9   | 137,5   |
| Bron: Australian Bureau of Meteorology |       |       |       |       |       |       |       |       |       |       |       |       |         |

Banksiadale · Barragup · Birchmont · Blythewood · Boddington · Bouvard · Carcoola · Chadoora · Clifton · Coodanup · Coolup · Crossman · Dawesville · Dudley Park · Dwellingup · Erskine · Etmilyn · Fairbridge · Falcon · Furnissdale · Greenfields · Halls Head · Hamel · Herron · Holyoake · Inglehope · Kooljerrenup · Lake Clifton · Lakelands · Lower Hotham · Madora Bay · Mandurah · Marradong · Marrinup · Meadow Springs · Meelon · Mount Cooke · Mount Wells · Myara · Nambeelup · Nanga Brook · Nirimba · North Dandalup · North Yunderup · Oakley · Parklands · Pinjarra · Point Grey · Preston Beach · Quindanning · Ranford · Ravenswood · San Remo · Silver Sands · Solus · South Yunderup · Stake Hill · Teesdale · Wagerup · Wannanup · Waroona · West Coolup · West Pinjarra · Whittaker · Wuraming